# Thuidium subcapillatum
Thuidium subcapillatum là một loài Rêu trong họ Thuidiaceae. Loài này được (Renauld & Cardot) Thér. miêu tả khoa học đầu tiên năm 1930.